# Лопушненська сільська рада (Кременецький район)
Лопушненська сільська́ ра́да — адміністративно-територіальна одиниця та орган місцевого самоврядування у Кременецькому районі Тернопільської області. Адміністративний центр — село Лопушне.

## Загальні відомості
- Територія ради: 38,83 км²
- Населення ради: 1 808 осіб (станом на 2001 рік)

## Населені пункти
Сільській раді підпорядковані населені пункти:
- с. Лопушне
- с. Крутнів
- с. Раславка

## Об'єкти природно-заповідного фонду
У віданні сільської ради перебуває ландшафтний заказник Крутнівська гора.

## Склад ради
Рада складалася з 18 депутатів та голови.
- Голова ради: Стецюк Олександр Федорович
- Секретар ради: Михайлов Ольга Іванівна

### Керівний склад попередніх скликань
| Прізвище, ім'я, по батькові | Основні відомості                                                                                                | Дата обрання | Дата звільнення |
| --------------------------- | --- | ------------ | --------------- |
| Стецюк Олександр Федорович  | Сільський голова, 1973 року народження, освіта середня спеціальна, член Всеукраїнського об'єднання «Батьківщина» | 26.03.2006   | 31.10.2010      |
| Стецюк Олександр Федорович  | Сільський голова, 1973 року народження, освіта середня спеціальна, безпартійний                                  | 31.10.2010   |                 |

Примітка: таблиця складена за даними сайту Верховної Ради України

### Депутати
За результатами місцевих виборів 2010 року депутатами ради стали:

#### За суб'єктами висування
| Суб'єкт висування | Кількість обраних депутатів | %   |
| ----------------- | --------------------------- | --- |
| Самовисування     | 18                          | 100 |

#### За округами
| № округу | Прізвище, ім'я, по батькові | Дата визнання обраним | Освіта             | Партійна приналежність | Відомості про обраного депутата                           |
| -------- | --------------------------- | --------------------- | ------------------ | ---------------------- | --------------------------------------------------------- |
| 1        | Морозова Олена Олексіївна   | 02.11.2010            | середня спеціальна | позапартійна           | Лопушненська загальноосвітня школа І-ІІІ ст., бібліотекар |
| 2        | Михайлов Ольга Іванівна     | 02.11.2010            | вища               | позапартійна           | Лопушненська сільська рада, секретар                      |
| 3        | Михайлов Богдан Іванович    | 02.11.2010            | середня            | позапартійний          | ЗАТ «Молоко», збиральник молока                           |
| 4        | Шахмоть Микола Миколайович  | 02.11.2010            | середня            | позапартійний          | Лопушненська загальноосвітня школа І-ІІІ ст., завгосп     |
| 5        | Ковальчук Галина Миколаївна | 02.11.2010            | середня            | позапартійна           | ЗАТ «Комо», молоко-приймальник                            |
| 6        | Ющук Лідія Миронівна        | 02.11.2010            | вища               | позапартійна           | тимчасово не працює                                       |
| 7        | Жук Ганна Іванівна          | 02.11.2010            | середня            | позапартійна           | тимчасово не працює                                       |
| 8        | Мірецький Іван Миколайович  | 02.11.2010            | вища               | позапартійний          | Почаївське ВПТУ, старший майстер                          |
| 9        | Стецюк Сергій Михайлович    | 02.11.2010            | середня            | позапартійний          | тимчасово не працює                                       |
| 10       | Русняк Іван Михайлович      | 02.11.2010            | середня спеціальна | позапартійний          | Лопушненська загальноосвітня школа І-ІІІ ст., директор    |
| 11       | Ситарчук Неоніла Петрівна   | 02.11.2010            | середня спеціальна | позапартійна           | Бібліотека с. Крутнів, бібліотекар                        |
| 12       | Каняєв Василь Володимирович | 02.11.2010            | середня спеціальна | позапартійний          | ЗАТ «Комо», молоко-збиральник                             |
| 13       | Русняк Василь Ілліч         | 02.11.2010            | середня            | позапартійний          | приватний підприємець                                     |
| 14       | Галяс Михайло Петрович      | 02.11.2010            | середня спеціальна | позапартійний          | приватний підприємець Галяс Тетяна Василівна, продавець   |
| 15       | Галяс Микола Михайлович     | 02.11.2010            | середня спеціальна | позапартійний          | пенсіонер                                                 |
| 16       | Саган Олексій Васильович    | 02.11.2010            | середня            | позапартійний          | тимчасово не працює                                       |
| 17       | Коваль Тетяна Федорівна     | 02.11.2010            | вища               | позапартійна           | тимчасово не працює                                       |
| 18       | Федік Тетяна Федорівна      | 02.11.2010            | середня спеціальна | позапартійна           | СТ "ТЕКО"с. Крутнів, продавець                            |